# Annemarie Hanke
Annemarie Hanke (* 27. Februar 1935 in Stuttgart; † 17. Februar 1992 in Leinfelden-Echterdingen) war eine deutsche Politikerin (CDU).

## Leben
Nach dem Abitur 1954 machte Annemarie Hanke eine Lehrerinnenausbildung am Pädagogischen Institut Stuttgart. 1956 legte sie die erste Dienstprüfung für das Lehramt an Volksschulen ab, 1961 die zweite Dienstprüfung. Von 1956 bis 1968 war sie als Lehrerin im Schuldienst tätig. Danach war sie Hausfrau und hat sich nebenbei im Rahmen ihrer kommunalen Arbeit stark für die Bedürfnisse älterer Menschen eingesetzt.

## Politik
Von 1968 bis 1974 war Annemarie Hanke in Leinfelden und später in der nach der Gemeindereform neu gebildeten Stadt Leinfelden-Echterdingen Stadträtin. Ab 1971 war sie Mitglied des Kreistags in Böblingen, ab 1975 des Kreistags in Esslingen. Als der Landtagsabgeordnete Friedrich Volz 1988 starb, rückte Annemarie Hanke als seine Ersatzbewerberin im Wahlkreis Nürtingen in den Landtag nach. Sie war Abgeordnete bis zu ihrem Tod 1992. Ihr Arbeitsschwerpunkt lag im sozialen Bereich. Für sie rückte Ulrich Stechele in den Landtag nach.